# チョウラ＝セルバーグの公式
数学におけるチョウラ＝セルバーグの公式（チョウラ＝セルバーグのこうしき、英: Chowla–Selberg formula）とは、複素二次無理数でのデデキントのイータ関数の値の意味での有理値におけるガンマ関数の値の積を評価するものである。元々は1897年にマティアス・レルヒによって発見され、1949年にサルバダマン・チョウラ、1967年にアトル・セルバーグによって再発見された。

## 内容
対数形式でのチョウラ＝セルバーグの公式は、クロネッカーの極限公式による次のような和の評価のことを言う。
{\displaystyle {\frac {w}{4}}\sum _{r}\chi (r)\log \Gamma \left({\frac {r}{D}}\right)={\frac {h}{2}}\log(4\pi {\sqrt {|D|}})+\sum _{\tau }\log \left({\sqrt {\Im (\tau )}}|\eta (\tau )|^{2}\right).}
ここで χ は D を法とする平方剰余記号で、−D はある複素二次体の判別式である。和は 0 < r < D について取られ、通例に従い r と D が共通因子を持つなら χ(r) = 0 となる。関数 η はデデキントのイータ関数で、h は類数（class number）、w は単位元の根の数である。
このような公式の起源は、虚数乗法の理論、特にCMアーベル多様体の周期の理論に見られる。その後、多くの研究と一般化がなされている。特に、P進ガンマ関数を含む p進数に対するチョウラ＝セルバーグの公式として、グロス＝コブリッツの公式が挙げられる。
チョウラ＝セルバーグの公式は、イータ関数の値の有限の積を与えるものである。これを虚数乗法の理論と組み合わせることにより、イータ関数の個別の絶対値に関する次の公式が得られる。
{\displaystyle \Im (\tau )|\eta (\tau )|^{4}={\frac {\alpha }{4\pi {\sqrt {|D|}}}}\prod _{r}\Gamma (r/|D|)^{\chi (r){\frac {w}{2h}}}.}
ここで α はある代数的数である。

## 例
ガンマ関数に対する相反公式（reflection formula）を使えば、次が得られる。
- {\displaystyle \eta (i)=2^{-1}\pi ^{-3/4}\Gamma ({\tfrac {1}{4}})}